# Menaksar
Menaksar (armeniska: Մենակսար) är ett berg i Armenien. Det ligger i provinsen Kotajk, i den centrala delen av landet, 40 kilometer nordost om huvudstaden Jerevan. Toppen på Menaksar är 2 387 meter över havet, eller 38 meter över den omgivande terrängen. Bredden vid basen är 0,59 km.
Terrängen runt Menaksar är huvudsakligen kuperad. Närmaste större samhälle är provinscentralorten Hrazdan, 7,4 kilometer norr om Menaksar. 
Trakten runt Menaksar består i huvudsak av gräsmarker. Runt Menaksar är det ganska tätbefolkat, med 149 invånare per kvadratkilometer.